# Caradrina parthenopea
Caradrina parthenopea là một loài bướm đêm trong họ Noctuidae.